# Eleotrica cableae
Eleotrica cableae е вид лъчеперка от семейство Попчеви (Gobiidae), единствен представител на род Eleotrica. Видът е световно застрашен, със статут Уязвим.

## Разпространение
Разпространен е в Еквадор.